# میفیلد (یوتا)
میفیلد (به انگلیسی: Mayfield) شهری در ایالت یوتا کشور ایالات متحده آمریکا است که جمعیت آن در سرشماری سال ۲۰۱۰ میلادی، ۴۹۶ نفر بوده‌است.